# Mikiela Nelson
Pour les articles homonymes, voir Nelson.
Pas d'image ? Cliquez ici

a Compétitions nationales et continentales officielles uniquement.

b Matchs officiels uniquement.
Dernière mise à jour le 8 août 2025.
Mikiela Nelson, née le 27 novembre 1997 à North Vancouver (Canada), est une joueuse internationale canadienne de rugby à XV évoluant au poste de pilier.

## Biographie
Mikiela Nelson naît le 27 novembre 1997 à North Vancouver au Canada. Formée à la pratique du rugby à XV à Vancouver, elle y joue avec les Thunderbirds de l'UCB, à l'Université de la Colombie-Britannique où elle étudie l'art, puis avec le club du Capilano RFC.
Elle n'a que quatre sélections en équipe du Canada quand elle est retenue en septembre 2022 pour disputer sous les couleurs de son pays la Coupe du monde en Nouvelle-Zélande.
À l'automne 2023, elle participe dans ce même pays au WXV sous les couleurs du Canada.
À partir de la saison 2024-2025, elle rejoint l'Angleterre et le club des Exeter Chiefs. En septembre 2024, elle est sélectionnée pour le WXV avec son pays.
En juillet 2025, elle est sélectionnée pour la Coupe du monde en Angleterre. Au début du mois suivant, elle signe pour les Ealing Trailfinders.